# Authon-la-Plaine
Authon-la-Plaine je mjesto u Francuskoj u departmanu Essonne u regiji Île-de-France.

## Stanovništvo
| 1962.          | 1968. | 1975. | 1982. | 1990. | 1999. |
| -------------- | ----- | ----- | ----- | ----- | ----- |
| 157            | 181   | 230   | 281   | 290   | 305   |
| Popis od 1962. |       |       |       |       |       |

## Vanjske poveznice
- Authon-la-Plaine na stranicama Nacionalnog zemljopisnog instituta  Arhivirana inačica izvorne stranice od 12. ožujka 2007. (Wayback Machine)
- Authon-la-Plaine na stranici Inseea  Arhivirana inačica izvorne stranice od 12. ožujka 2007. (Wayback Machine)
- Authon-la-Plaine na Quidu  Arhivirana inačica izvorne stranice od 22. listopada 2006. (Wayback Machine)
- Općine oko Authon-la-Plainea[neaktivna poveznica]
- d'Authon-la-Plaine na karti Francuske[neaktivna poveznica]
- Plan d'Authon-la-Plaine na Mapquestu

|  | Portal Francuske – Pristup člancima s tematikom o Francuskoj. |